# Liriomyza lacertella
Liriomyza lacertella is een vliegensoort uit de familie van de mineervliegen (Agromyzidae). De wetenschappelijke naam van de soort is voor het eerst geldig gepubliceerd in 1875 door Camillo Róndani.